# Scopula mesites
Scopula mesites là một loài bướm đêm trong họ Geometridae.